# Don Lusk
Pour les articles homonymes, voir Lusk.
Donald Lusk, dit Don Lusk, né le 28 octobre 1913 à Los Angeles (Californie) et mort le 30 décembre 2018,, est un réalisateur et animateur américain. 
Il a travaillé pour les studios Disney dans les années 1940 et 1950 puis plusieurs autres studios dont Walter Lantz Productions dans les années 1960.

## Biographie
Don Lusk a été embauché par les Walt Disney Productions en 1933 . Parmi ses œuvres les plus remarquables figurent Pinocchio, Fantasia, Bambi, Mélodie du Sud, Cendrillon, Alice au pays des merveilles, Peter Pan, La Belle et le Clochard, La Belle au bois dormant et Les 101 Dalmatiens.
Don Lusk a quitté Disney en 1960, mais a continué à travailler comme animateur pendant les années 1960 et 1970. Outre l'animation, il a également réalisé plusieurs films et séries de dessins animés, notamment pour diverses émissions spéciales et films consacrés à Peanuts TV et pour le studio Hanna-Barbera. Son travail à ce dernier comprenait Scooby-Doo, Les Flintstones, Les Jetsons, Les Schtroumpfs et Tom et Jerry. Au début des années 1990, Don Lusk a pris sa retraite après une carrière de 60 ans.

## Filmographie

### Comme animateur
- 1938 : Symphonie d'une cour de ferme
- 1938 : Ferdinand le taureau
- 1940 : Pinocchio
- 1940 : Fantasia séquence Casse-Noisette et La Symphonie pastorale
- 1942 : Bambi
- 1946 : Mélodie du Sud
- 1948 : Johnny Pépin-de-Pomme
- 1948 : Mélodie Cocktail (animation personnage)
- 1948 : Danny, le petit mouton noir
- 1949 : Le Crapaud et le Maître d'école (animation personnage)
- 1950 : Cendrillon (animation personnage)
- 1951 : Alice au pays des merveilles (animation personnage)
- 1952 : Lambert le lion peureux
- 1952 : Donald et la Sorcière
- 1953 : Peter Pan (animation personnage)
- 1953 : Franklin et moi
- 1955 : La Belle et le Clochard (animation personnage)
- 1956 : Disneyland (1 épisode)
- 1957 : Le Woody Woodpecker Show (série télévisée, quelques épisodes)
- 1959 : La Belle au bois dormant (animation personnage)
- 1961 : Les 101 Dalmatiens (animation personnage)
- 1961 : Mackerel Moocher
- 1961 : Franken-Stymied
- 1961 : Tricky Trout
- 1961 : Tin Can Concert
- 1962 : Fowled-Up Birthday
- 1962 : Mother's Little Helper
- 1962 : Gay Purr-ee
- 1964 : Hey There, It's Yogi Bear
- 1965 : The Man from Button Willow (en)
- 1966 : Alice in Wonderland or What's a Nice Kid Like You Doing in a Place Like This? (télé)
- 1966 : The Man Called Flintstone
- 1967 : The Atom Ant ShowTV series
- 1968 : The New Adventures of Huckleberry Finn (2 épisodes)
- 1969 : A Boy Named Charlie Brown
- 1972 : Clerow Wilson and the Miracle of P.S. 14 (télé)
- 1974 : It's the Easter Beagle, Charlie Brown (télé)
- 1974 : Yes, Virginia, there is a Santa Claus  (télé)
- 1974 : These Are the DaysTV series
- 1975 : Be My Valentine, Charlie Brown (télé)
- 1975 : You're a Good Sport, Charlie Brown (télé)
- 1976 : It's Arbor Day, Charlie Brown (télé)
- 1977 : Race for Your Life, Charlie Brown
- 1977 : It's Your First Kiss, Charlie Brown (télé)
- 1977 : A Flintstone Christmas (télé)
- 1978 : What a Nightmare, Charlie Brown!
- 1985 : Les Jetson (The Jetsons) (1 épisode, réalisateur animation)
- 1993 : Droopy: Master Detective (série télé, réalisateur animation)

### Comme réalisateur
- 1985-1986: Yogi et compagnie.
- 1987: Quand les Jetson rencontrent les Pierrafeu.
- 1988: Yogi and the Invasion of the Space Bears.
- 1988-1991: Scooby-Doo : Agence Toutou Risques.
- 1990-1993: Tom et Jerry Kids.